# Богаревица
Богаревица (укр. Богаревиця) — село в Каменской сельской общине Береговского района Закарпатской области Украины.
Население по переписи 2001 года составляло 513 человека. Почтовый индекс — 90125. Телефонный код — 3144. Занимает площадь 3,0 км². Код КОАТУУ — 2121984802.